# CFM International LEAP
CFM International LEAP je dvouproudový motor s vysokým obtokovým poměrem vyráběný společností CFM International, což je 50-50 joint venture mezi americkou firmou GE Aviation a francouzskou Safran Aircraft Engines (dříve Snecma). Jde o nástupce úspěšného motoru CFM56 a v rámci úzkotrupých letounů je konkurentem motoru Pratt & Whitney PW1000G.
Práce související s novým motorem CFM International začaly v roce 2005 a první spuštění motoru s názvem LEAP-X proběhlo roku 2008. Tento motor má být nástupcem řady CFM56-5B a CFM56-7B (v současné době je montován na stroje Airbus A320 a Boeing 737). Nový motor obsahuje více kompozitních materiálů, které v kombinaci s inovativními technologickými řešeními limitují spotřebu paliva ve srovnání s CFM56 o 16%.

## Specifikace

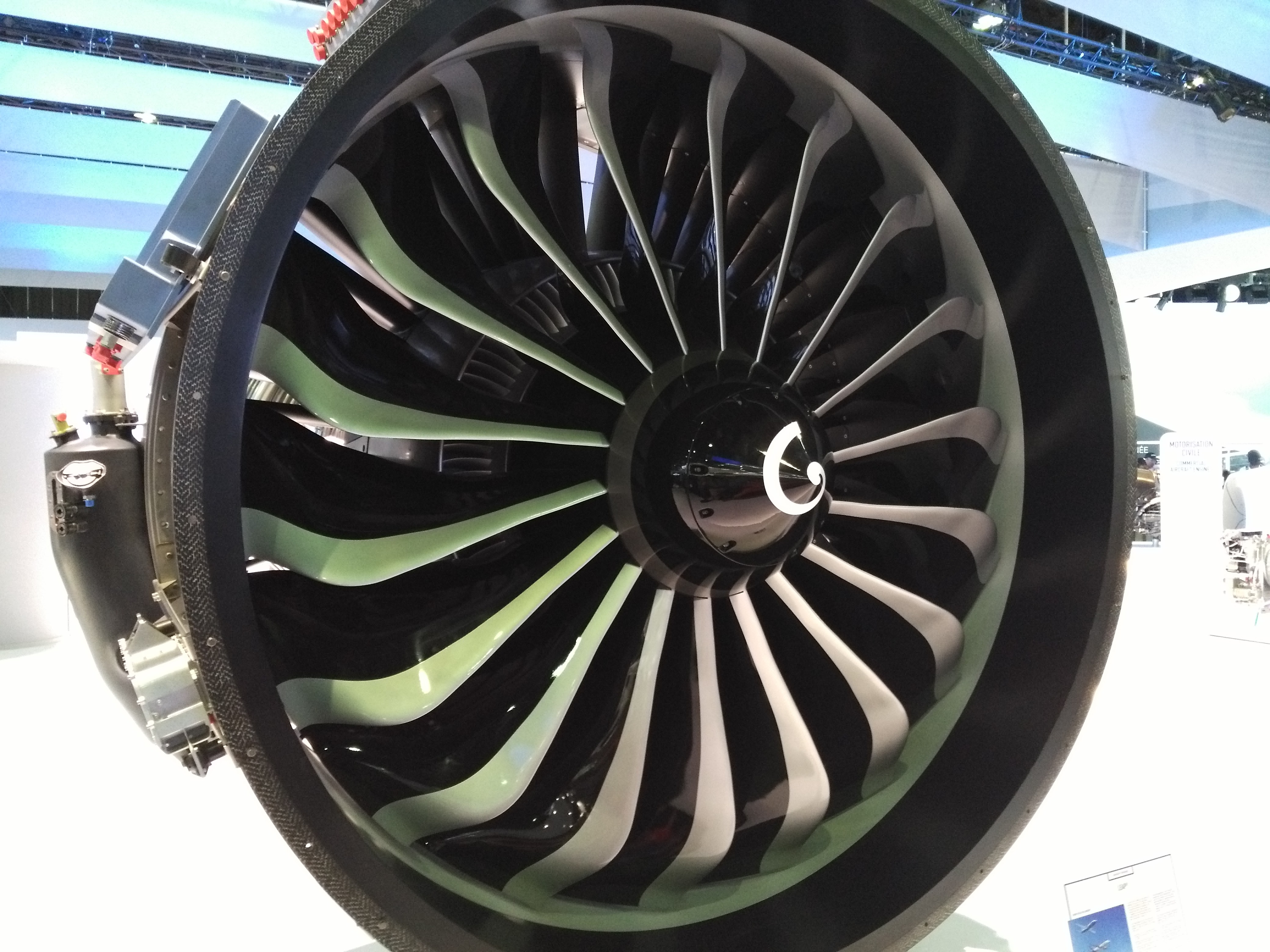
Dmychadlo s 18 lopatkami

| Model                        | LEAP-1A                                                                  | LEAP-1B                                                                  | LEAP-1C                                                                  |
| ---------------------------- | ------------------------------------------------------------------------ | ------------------------------------------------------------------------ | ------------------------------------------------------------------------ |
| Konfigurace                  | Dvouhřídelový dvouproudový motor s vysokým obtokovým poměrem             | Dvouhřídelový dvouproudový motor s vysokým obtokovým poměrem             | Dvouhřídelový dvouproudový motor s vysokým obtokovým poměrem             |
| Kompresor                    | 1 dmychadlo, 3 nízkotlaké stupně, 22:1 10 vysokotlakých stupňů           | 1 dmychadlo, 3 nízkotlaké stupně, 22:1 10 vysokotlakých stupňů           | 1 dmychadlo, 3 nízkotlaké stupně, 22:1 10 vysokotlakých stupňů           |
| Spalovací komora             | Druhá generace dvou-prstencových, Pre-Mixing Swirler Combustor (TAPS II) | Druhá generace dvou-prstencových, Pre-Mixing Swirler Combustor (TAPS II) | Druhá generace dvou-prstencových, Pre-Mixing Swirler Combustor (TAPS II) |
| Turbína                      | 2 vysokotlaké stupně, 7 nízkotlakých (-1B: 5-nízkotlakých) stupňů        | 2 vysokotlaké stupně, 7 nízkotlakých (-1B: 5-nízkotlakých) stupňů        | 2 vysokotlaké stupně, 7 nízkotlakých (-1B: 5-nízkotlakých) stupňů        |
| Celkový poměr stlačení       | 40:1 (50:1, Top-of-Climb)                                                | 40:1 (50:1, Top-of-Climb)                                                | 40:1 (50:1, Top-of-Climb)                                                |
| Měrná spotřeba paliva na tah | ~ -15% (vs. současný motor CFM56) (~0,42 lb/lbf/h (12 g/kN/s))           | ~ -15% (vs. současný motor CFM56) (~0,42 lb/lbf/h (12 g/kN/s))           | ~ -15% (vs. současný motor CFM56) (~0,42 lb/lbf/h (12 g/kN/s))           |
| Průměr dmychadla             | 78 in (198 cm)                                                           | 69,4 in (176 cm)                                                         | 77 in (196 cm)                                                           |
| Obtokový poměr               | 11:1                                                                     | 9:1                                                                      | 11:1                                                                     |
| Délka                        | 3,328 m (131,0 in)                                                       | 3,147 m (123,9 in)                                                       | 4,505 m (177,4 in)                                                       |
| Max. šířka                   | 2,533–2,543 m (99,7–100,1 in)                                            | 2,421 m (95,3 in)                                                        | 2,659 m (104,7 in)                                                       |
| Max. výška                   | 2,368–2,362 m (93,2–93,0 in)                                             | 2,256 m (88,8 in)                                                        | 2,714 m (106,9 in)                                                       |
| Hmotnost                     | 2 990–3 153 kg (6 592–6 951 lb) (Wet)                                    | 2 780 kg (6 130 lb) (Dry)                                                | 3 929–3 935 kg (8 662–8 675 lb) (Wet)                                    |
| Max. vzletový tah            | 143,05 kN (32 160 lbf)                                                   | 130,41 kN (29 320 lbf)                                                   | 137,14 kN (30 830 lbf)                                                   |
| Max. stálý tah               | 140,96 kN (31 690 lbf)                                                   | 127,62 kN (28 690 lbf)                                                   | 133,22 kN (29 950 lbf)                                                   |
| Max. ot./min.                | LP : 3894, HP : 19391                                                    | LP : 4586, HP : 20171                                                    | LP : 3894, HP : 19391                                                    |